# أولاد يعيش (ولاية غليزان)
أولاد يعيش هي إحدى بلديات ولاية غليزان الجزائرية وتتبع إداريا إلى دائرة عمي موسى.

## جغرافيا

### موقع
تقع المدينة بين الطريق الرابطة بين الجزائر ووهران ويحدها من الشرق عمي موسى ومن الغرب جديوية ومن الشمال لحلاف ومن الجنوب زمورة.

## نسيج عمراني

### دواوير
تتبع للبلدية مجموعة من القرى هي: 
- أولاد صابر
- أولاد عيسى
- سي التوفيق.